# Libre consortium municipal de Caltanissetta
Le libre consortium municipal de Caltanissetta (en italien : Libero consorzio comunale di Caltanissetta) est un libre consortium municipal de Sicile, en Italie, dont le chef-lieu est Caltanissetta. Le territoire a 248 830 habitants et une superficie de 2 124 km2. La ville de Gela est la plus peuplée du territoire.

## Géographie
Le libre consortium municipal de Caltanissetta est bordé au nord par la ville métropolitaine de Palerme, à l'est par le libre consortium municipal d'Enna, la ville métropolitaine de Catane et le libre consortium municipal de Raguse et à l'ouest par le libre consortium municipal d'Agrigente. Le sud de la province fait face à la mer Méditerranée.
Le territoire est divisé en deux zones distinctes caractérisées par leur climat et leur météorologie : 
- La zone septentrionale : comprenant les communes de Caltanissetta, Acquaviva Platani, Bompensiere, Campofranco,Delia, Marianopoli, Milena, Montedoro, Mussomeli, Resuttano, San Cataldo, Santa Caterina Villarmosa, Serradifalco,Sommatino, Sutera, Vallelunga Pratameno, et Villalba.
- La zone méridionale : incluant la partie côtière de la province et les communes de Gela, Butera, Mazzarino, Niscemi et Riesi.

## Histoire
L'histoire de la province de Caltanissetta ressemble à celle des autres provinces de Sicile, les études montrent que les Sicanes sont les premiers habitants de la province, et qu'ils se sont installés principalement sur des zones côtières. Par la suite, les Sicules ont colonisé les zones côtières mais se sont retirés ensuite vers l'intérieur de la province sur la pression des Grecs.
La province de Caltanissetta a été instaurée par les Bourbons en 1818, en même temps que les provinces de Palerme, de Catane, de Messine, de Syracuse, de Trapani et d'Agrigente, la province de Caltanissetta occupée à l'époque une partie de la province actuelle d'Enna.
Durant la période de la domination de la Sicile par les Bourbons, la province commence l'exploitation d'un gisement de soufre natif aux mains de quelques familles nobles qui va être marquée par des incendies et des effondrements de mines où les victimes seront toujours des mineurs locaux exploités. En 1878, grâce à la présence de le mine, la province voit la construction d'un chemin de fer, ainsi, la ville de Caltanissetta est reliée à Catane.

## Nature

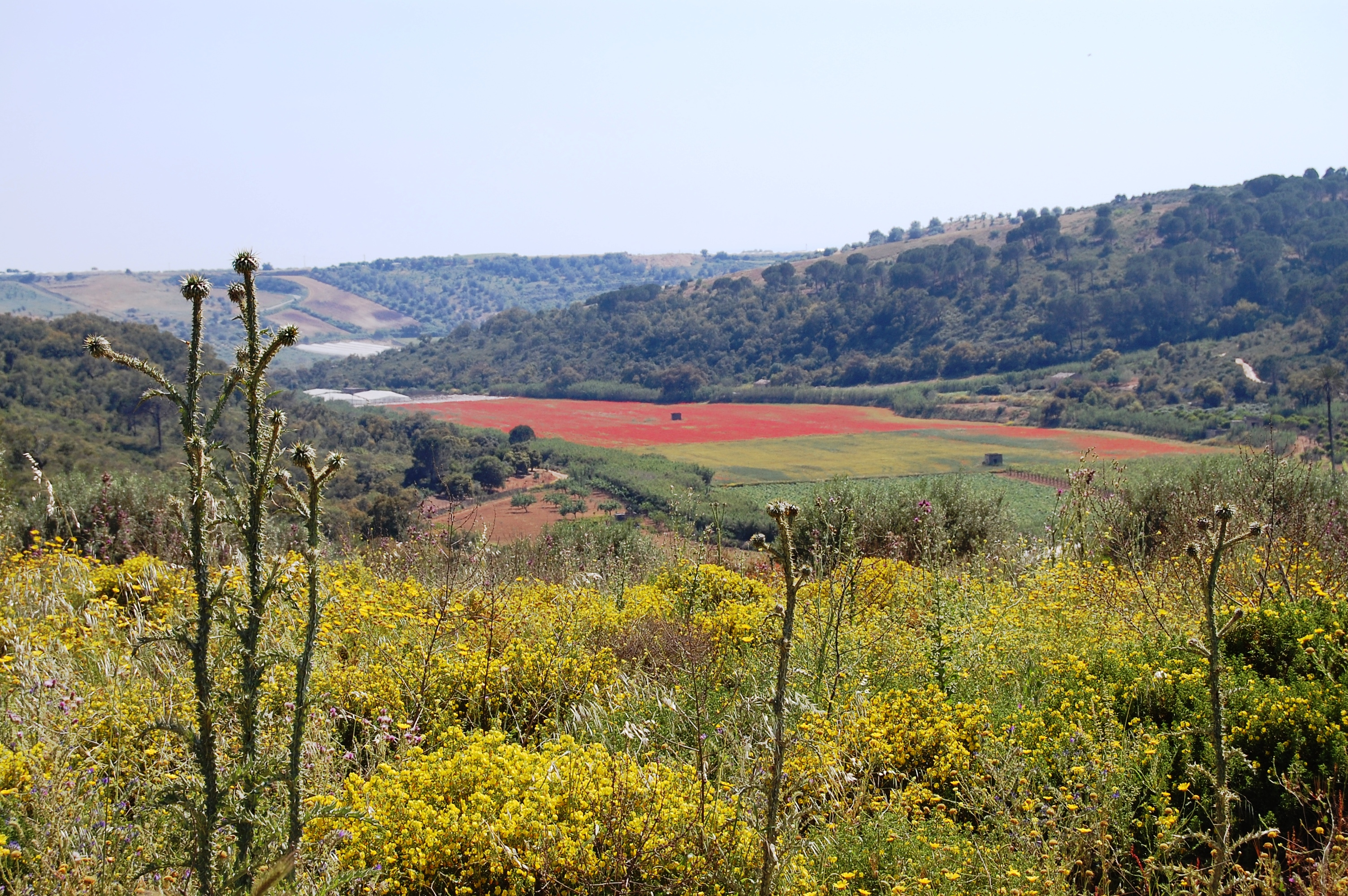
Panorama de la réserve de Niscemi.

La province de Caltanissetta comprend de nombreuses réserves naturelles : 
- Réserve naturelle Biviere de Gela.
- Réserve naturelle géologique Contrada Scaleri : La réserve est située à 2 km à l'est de Santa Caterina Villarmosa et à une vingtaine de kilomètres au nord de Caltanissetta. Elle est d'une superficie de 11 876 hectares dont 3 313 interdite à la construction.
- Réserve naturelle sfondato Lake : située dans le territoire de Caltanissetta près Marianopoli, créé en 1997 et géré par Legambiente.
- Réserve naturelle et Monte Capodarso e Valle dell'Imera Meridionale.
- Réserve naturelle Sughereta Niscemi.
- Réserve naturelle Soprano Lake : située dans le territoire de Serradifalco.
- Réserve naturelle de Monte Conca : située dans le territoire de Campofranco.

## Économie
Sur le plan économique, la province de Caltanissetta est divisée en deux zones distinctes avec des caractéristiques très différentes, l'une au nord de Caltanissetta et l'autre au sud de la ville de Gela. En 2010, la province a déclaré un PIB de 17 500 € par habitant.
L'économie de la province était autrefois basée exclusivement sur trois domaines clés : l'agriculture, le pâturage et l'extraction de soufre. Après la crise dans le secteur du soufre, l'économie de la province a connu une baisse progressive qui se poursuit aujourd'hui encore. La ville de Caltanissetta fonde son économie sur le secteur tertiaire, elle abrite les bureaux provinciaux et de nombreux commerces. Les autres zones ont leur économie principalement basé sur l'agriculture. On remarque également que la province se divise en deux zones sur le plan de l'économie, la partie Sud de la province est beaucoup développée et diversifiée.

## Culture
Sur le plan culturel, le projet de rénover la bibliothèque Scarabelli de Caltanissetta a été lancé par la province avec la Società Nissena di Storia Patria. Les théâtres et les cinémas de la ville de Caltanissetta contribuent fortement au développement culturel de la province.
La province est le lieu d'origine de nombreux écrivains comme Leonardo Sciascia (natif de Racalmuto), mais aussi de nombreuses personnalités historiques italiennes comme Ruggero Settimo et Rosso di San Secondo (it).

## Tourisme
La province de Caltanissetta ne présente pas d'attraction touristique majeure, les statistiques régionales estiment que le tourisme dans la province ne correspond qu'à 1 % du tourisme de la Sicile C'est sur les côtes de Gela que le tourisme dans la province est le plus développé.

## Administration

### Commissaire extraordinaire
Le libre consortium est dirigé par un commissaire extraordinaire, nommé par le président de la région sicilienne.
- ?-31/05/2020 : Rosalba Panvini[3]

### Communes

Carte de la province sur laquelle les communes sont différenciées.

La province compte 22 communes :
- Acquaviva Platani
- Bompensiere
- Butera
- Caltanissetta
- Campofranco
- Delia
- Gela
- Marianopoli
- Mazzarino
- Milena
- Montedoro
- Mussomeli
- Niscemi
- Resuttano
- Riesi
- San Cataldo
- Santa Caterina Villarmosa
- Serradifalco
- Sommatino
- Sutera
- Vallelunga Pratameno
- Villalba